# Витковский, Василий Васильевич
Витковский Василий Васильевич (1 [13] сентября 1856, Новогеоргиевск — 20 марта 1924, Ленинград) — русский геодезист и топограф, астроном, был исполняющим должность начальника академии Генерального штаба (февраль — сентябрь 1915 года). Генерального штаба генерал-лейтенант (1909). С 1918 года на службе в РККА, военспец.

## Биография
Учился в 1-й частной классической гимназии доктора философии Келлера в Санкт-Петербурге, позже в Николаевском инженерном училище. С детства имея склонность к математической науке, Василий развил её в гимназии, чему способствовали уроки преподавателя математики и физики Л. Ю. Маткевича.
После окончания училища в 1875 году определён подпоручиком в 8-й сапёрный батальон, стоявший в Варшавской губернии. В 1876 году Витковского перевели в 1-й военно-телеграфный парк, в составе которого он участвовал Русско-турецкой войне 1877—1878 годов. Будучи начальником отделения парка, Витковский применил в военных целях телефон Белла, тогда только появившийся.
После возвращения в Россию Витковский преподавал в школе парка телеграфию, написал учебник для нижних чинов, принимал участие в усовершенствовании оптического телеграфа.
В 1880—1884 годы состоял при геодезическом отделении Николаевской Академии Генерального штаба (в 1882 году окончил его), где на него обратил внимание учёный А. Савич, который во 2-м томе своей книги «Курс астрономии» в одном из примеров привёл вычисления поручика Витковского, назвав его
«молодым и талантливым астрономом».
Был прикомандирован к Пулковской обсерватории, где состоял два года и занимался под руководством профессоров практической астрономии Н. Я. Цингера и В. К. Дёллена. В 1885 году был переведён в Генеральный штаб, после чего назначен на триангуляцию в Финляндию.
В 1884 году ездил в Швецию для изучения нового базисного прибора Иедерина, а в 1892 году — в Англию и Соединённые Штаты Северной Америки для ознакомления с полевыми геодезическими работами и посещения главных обсерваторий. С февраля 1885 года состоял в числе офицеров корпуса военных топографов.
С 1889 года (с октября 1891 года преподавал геодезию) — преподаватель высшей геодезии и топографии в Военно-топографическом училище.
В феврале 1890 года назначен помощником начальника геодезического отделения Военно-топографического отдела Главного штаба.
С 14 мая 1891 года — член Императорского Русского географического общества (РГО).
С 1897 года производил триангуляции в Санкт-Петербургской губернии. С ноября 1897 года экстраординарный профессор Николаевской академии Генерального штаба, где читал курс высшей геодезии и астрономии.
С 1897 по 1905 годы был председателем отделения математической картографии Русского географического общества (РГО). В декабре 1900 года произведён в чин генерал-майора и назначен ординарным профессором академии ГШ. С 1907 года — заслуженный профессор АГШ. С декабря 1909 генерал-лейтенант. В 1914 году выступил с резкой критикой проекта начальника Корпуса военных топографов и Военно-топографического отдела Главного управления Генерального Штаба генерала И. И. Померанцева о выделении геодезического отделения Николаевской академии Генерального штаба в самостоятельную Геодезическую академию.
С февраля по сентябрь 1915 года исполнял должность начальника Николаевской военной академии. С 1918 года как военный специалист на службе в Красной Армии. С января 1919 года — преподаватель, а с 1921 года — профессор геодезического факультета Военно-инженерной академии (ВИА). В декабре того же года начальник геодезического факультета ВИА. Одновременно преподавал в Военно-топографической школе. Заслуженный профессор Военно-Инженерной Академии РККА.
Похоронен на Смоленском православном кладбище, на Петроградской дорожке.

## Труды
Также вёл обширную педагогическую деятельность в ряде гражданских учебных заведений столицы. Автор ряда фундаментальных трудов и статей по геодезии и топографии, за которые был удостоен Большой золотой медали имени Ф. П. Литке, РГО. Кроме отдельных книг, написал ряд статей по геодезии в «Записках Военно-Топографического Отдела Главного Штаба» (1885—1896), в «Журнале Русского Физико-Химического Общества» (1892), в «Известиях Импер. Рус. Геогр. Общ.» (1893—1900), в «Изв. Рус. Астроном. Общ.» (1894—1899), в финляндском географическом журнале «Fennia» (1889—1893), в парижском журнале «Revue de Géographie» (1895), в американском сборнике «Smithsonian Report»: «The history of geodetic operations in Russia» (1891). Кроме того, Василий Васильевич поместил много статей по астрономии и геодезии в «Энциклопедическом Словаре Брокгауза и Ефрона». Автор мемуаров. 
Некоторые труды:
- «Военная топография» (СПб., 1881 и 1883)
- перевод «Геодезии» Кларка (1890)
- «За океан: путевые записки» (СПб., 1894 и 1901)
- «Практическая Геодезия» (1898 и 1911)
- «Топография» (1904)
- «Картография» (1907)
- «Пережитое» (Л., 1927, 1928, 1930)

## Знаки отличия
За своё служение удостоен награждения орденами:
- Святой Анны 1-й, 2-й и 3-й степеней;
- Святого Станислава 1-й, 2-й и 3-й степеней;
- Святого Владимира 3-й степени.

а также
- Большой золотой медали имени Ф. П. Литке, РГО.

## Память
- Именем В. В. Витковского названы ледник на юге острова Западный Шпицберген, улица на севере Санкт-Петербурга.